# John McKeon

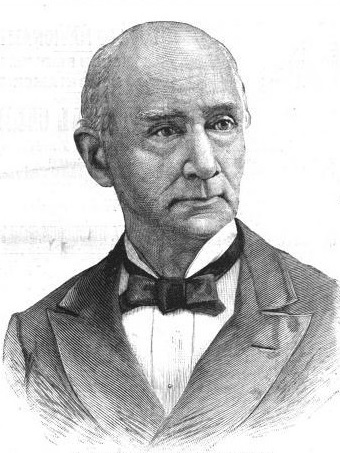
John McKeon

John McKeon (* 29. März 1808 in Albany, New York; † 22. November 1883 in New York City) war ein US-amerikanischer Jurist und Politiker. Er vertrat zwischen 1835 und 1837 sowie zwischen 1841 und 1843 den Bundesstaat New York im US-Repräsentantenhaus.

## Werdegang
John McKeon wurde ungefähr vier Jahre vor dem Ausbruch des Britisch-Amerikanischen Krieges in Albany geboren. Er besuchte Privatschulen. Danach studierte er Jura am Columbia College (heute Columbia University) in New York City, wo er 1828 seinen Abschluss machte. Er erhielt seine Zulassung als Anwalt im selben Jahr und begann danach in New York City zu praktizieren. Zwischen 1832 und 1834 saß er in der New York State Assembly.
Politisch gehörte McKeon der Jacksonian-Fraktion an. Bei den Kongresswahlen des Jahres 1834 wurde er im 3.  Kongresswahlbezirk New Yorks in das US-Repräsentantenhaus in Washington, D.C. gewählt, wo er am 4. März 1835 die Nachfolge von Churchill C. Cambreleng, Campbell P. White, John J. Morgan und Charles G. Ferris antrat, welche zuvor zusammen den dritten Distrikt im US-Repräsentantenhaus vertraten. Er erlitt im Jahr 1836 bei seiner Wiederwahlkandidatur eine Niederlage und schied nach dem 3. März 1837 aus dem Kongress aus. Nach der Gründung der Demokratischen Partei schloss er sich dieser an. Bei den Kongresswahlen des Jahres 1840 wurde er im dritten Wahlbezirk von New York in das US-Repräsentantenhaus wiedergewählt, wo er am 4. März 1841 die Nachfolge von Moses Hicks Grinnell, Edward Curtis, Josiah O. Hoffman und James Monroe antrat, welche zuvor zusammen den dritten Distrikt im US-Repräsentantenhaus vertraten. Im Jahr 1842 erlitt er erneut eine Niederlage und schied nach dem 3. März 1843 aus dem Kongress aus.
Danach war er zwischen 1846 und 1850 als Bezirksstaatsanwalt in Manhattan tätig. Präsident Franklin Pierce ernannte ihn am 10. Juli 1854 als Nachfolger von Charles O’Conor zum United States Attorney for the Southern District of New York – eine Stellung, die er bis zum 7. Januar 1858 innehatte. McKeon war von November 1881 bis zu seinem Tod am 22. November 1883 wieder als Bezirksstaatsanwalt in New York City tätig. Sein Leichnam wurde in der Familiengruft in der St. Patrick’s Cathedral an der Mott Street beigesetzt.